# Rocca Sant'Angelo
Rocca Sant'Angelo è una frazione del comune di Assisi (PG). Si trova 9 km a nord-ovest del centro storico di Assisi.

## Storia
La rocca era una delle tante rocche messe a guardia della valle e del fiume Chiascio sottostanti. Fu teatro di lotte fra Perugia e Assisi.

## Monumenti e luoghi d'arte
- Chiesa di Santa Maria in Arce (XII secolo) con affreschi di scuola giottesca e perugina
- Santa Maria del Castello